# Elm Grove (Oklahoma)
Elm Grove es un lugar designado por el censo ubicado en el condado de Adair en el estado estadounidense de Oklahoma. En el Censo de 2010 tenía una población de 198 habitantes y una densidad poblacional de 119,13 personas por km².

## Geografía
Elm Grove se encuentra ubicado en las coordenadas 35°47′16″N 94°33′57″O / 35.787657, -94.565892. Según la Oficina del Censo de los Estados Unidos, Elm Grove tiene una superficie total de 1,662 mi² (4,3 km²), de la cual 1,658 mi² (4,3 km²) corresponden a tierra firme y 0,004 mi² (0 km²) es agua.

## Demografía
Según el censo de 2010, había 198 personas residiendo en Elm Grove. La densidad de población era de 119,13 hab./km². De los 198 habitantes de Elm Grove, 91 eran blancos, 0 eran afroamericanos, 75 eran amerindios, 0 eran asiáticos,  eran isleños del Pacífico, 2 eran de otras razas y 30 pertenecían a dos o más razas. Del total de la población 12 eran hispanos o latinos de cualquier raza.